# Orde d'Orange
L'Orde d'Orange (en anglès Orange Order o Orange Institution) és una organització de fraternitat internacional protestant amb seu a Irlanda del Nord i principalment associat amb els protestants de l'Ulster, que opera al Regne Unit i la República d'Irlanda, és de caràcter conservador, que defensa la pertinença d'Irlanda primer i d'Irlanda del Nord actualment a la Corona Britànica. També té lògies a Anglaterra, Escòcia, Gal·les, així com en parts de la Commonwealth i els Estats Units.
L'Ordre d'Orange va ser fundada pels protestants de l'Ulster al Comtat d'Armagh el 1795, durant un període de període de conflicte sectari protestant-catòlic, com a fraternitat que va jurar mantenir l'Ascendència protestant a Irlanda. La Gran Lògia d'Orange d'Irlanda es va establir l'any 1798. El seu nom és un homenatge al rei protestant d'origen holandès William of Orange, que va derrotar al rei catòlic  Jaume II a la Guerra Guillemita d'Irlanda (1689 – 1691). L'Ordre és més coneguda per les seves marxes anuals, la més gran de les quals se celebren el 12 de juliol o al voltant del 12 de juliol, un dia festiu a Irlanda del Nord. Les desfilades són parts important del quefer de l'Orde d'Orange, la desfilada més important i on acostumen a haver més aldarulls.
L'Ordre d'Orange és una organització conservadora, unionista britànica i lleial de l'Ulster. Així, tradicionalment s'ha oposat al nacionalisme irlandès/republicanisme i ha fet campanya contra la independència escocesa. L'Orde es considera que defensa les llibertats civils i religioses protestants, mentre que els crítics l'acusen de sectària, triomfalista i supremacista. No accepta com a membres no protestants tret que s'aguin convertit i s'adhereixin als seus principis, ni accepta protestants casats amb no protestants. Les marxes taronges pels barris catòlics són controvertides i sovint han provocat violència, com el conflicte de Drumcree.

## Història
L'Orde d'Orange commemora Guillem III d'Orange el príncep neerlandès que va esdevenir rei d'Anglaterra, Escòcia i Irlanda en la revolució de 1688. En particular commemora la seva victòria contra els irlandesos en la dècada de 1690, especialment en la batalla del Boyne.

###### Formació i primers anys
Des de la dècada de 1690 s'havien celebrat commemoracions a tot Irlanda celebrant dates clau en la Guerra de Williams com la Batalla d'Aughrim, Batalla de Boyne, Setge de Derry i el segon setge de Limerick. Aquests seguien una tradició iniciada a l'Isabelina Anglaterra de celebrar esdeveniments clau en el calendari protestant. A la dècada de 1740 hi havia organitzacions que feien desfilades a Dublín, com ara el Boyne Club i la Protestant Society, tots dos considerats com a precursors de l'Ordre Taronja.

#### Pertorbacions d'Armagh
Al llarg de la dècada de 1780, la tensió sectària s'havia anat augmentant al Comtat d'Armagh, en gran part a causa de la relaxació de les Lleis penals. Aquí hi ha el nombre de protestants i catòlics (en el que aleshores era el comtat més poblat d'Irlanda) eren aproximadament el mateix nombre, i la competència entre ells per llogar parcel·les de terra prop dels mercats era ferotge. Les baralles d'embriagues entre bandes rivals s'havien convertit el 1786 en obertament sectari. Aquestes bandes finalment es van reorganitzar com els Peep o' Day Boys protestants i els Defensors catòlics, amb la següent dècada al comtat d'Armagh marcada per un ferotge conflicte sectari entre ambdós grups, que es va intensificar i es va estendre als països veïns. comtats.